# Atahuallpa (provins)

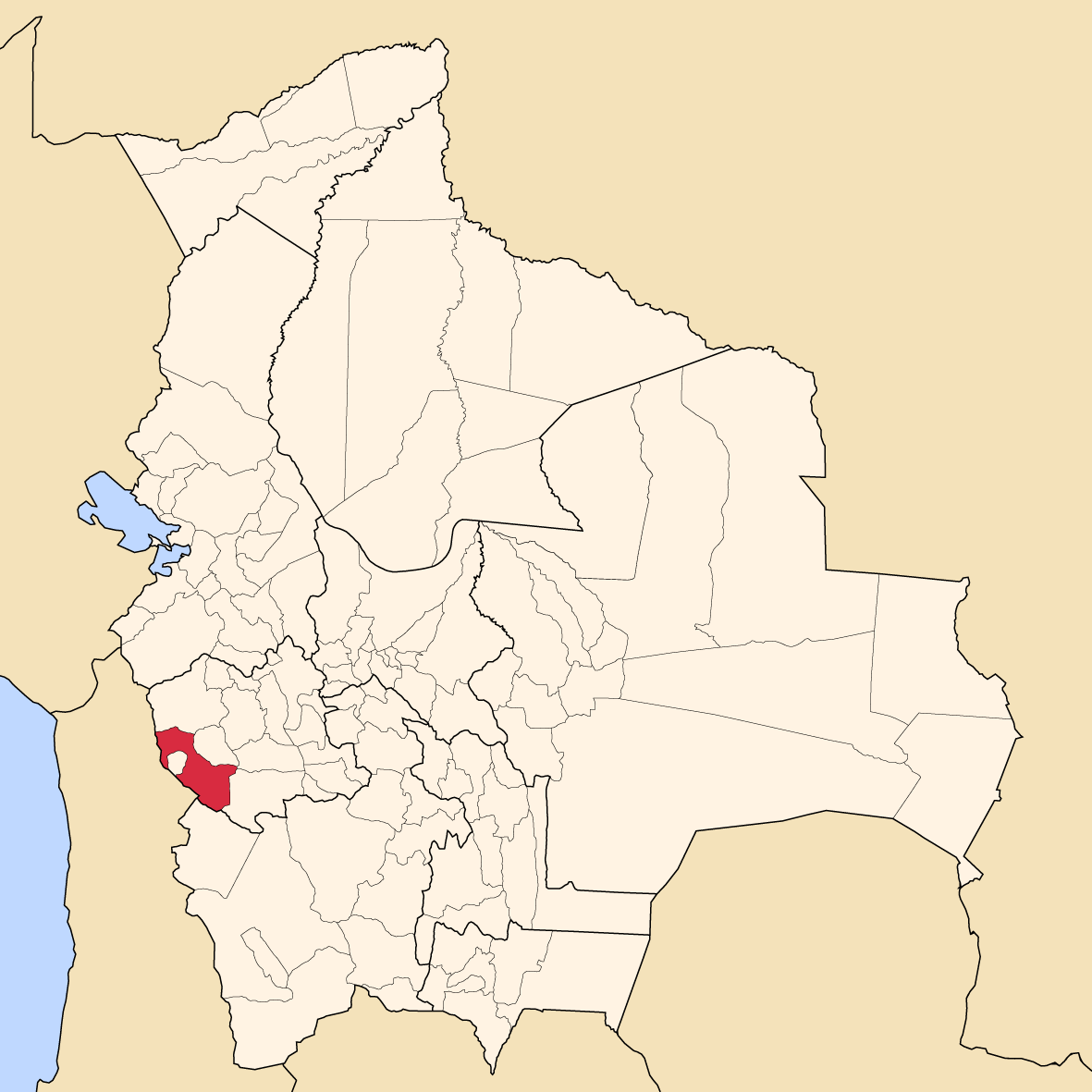
Provinsens läge i Bolivia

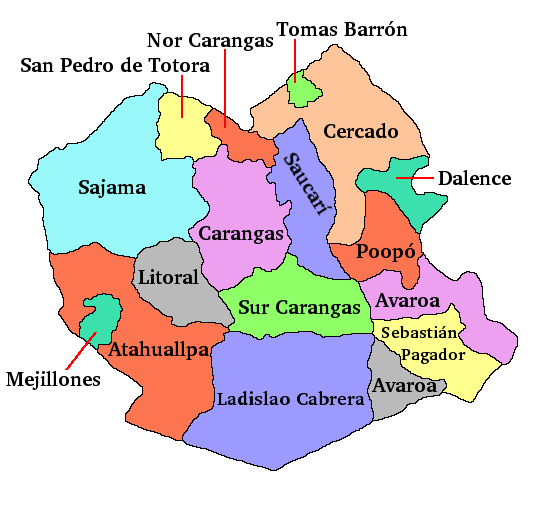
Provinser i Oruro

Atahualpa är en provins i departementet Oruro i Bolivia. Den administrativa huvudorten är Sabaya.